# Струговобудская волость
Струговобу́дская (Будянская, Буднянская) волость — административно-территориальная единица в составе Суражского (с 1921 — Клинцовского) уезда.
Административный центр — село Струговская Буда (Стругова Буда).

## История
Волость образована в ходе реформы 1861 года и первоначально называлась Будянской; в XX веке название было изменено на "Струговобудская".
В ходе укрупнения волостей, в середине 1920-х годов Струговобудская волость была упразднена, а её территория включена в состав Гордеевской волости.
Ныне территория бывшей Будянской (Струговобудской) волости входит в состав Гордеевского района Брянской области.

## Административное деление
В 1919 году в состав Струговобудской волости входили следующие сельсоветы: Глинновский, Колыбельский, Новоновицкий, Новосельский, Староновицкий, Струговобудский, Струговский, Ширяевский.